# Hermann Piecq
Hermann Piecq (* 30. Mai 1859 in Köln; † 1. November 1920 in Gladbach) war Bürgermeister in Mönchengladbach (offizieller Name damals München-Gladbach).

## Leben
Hermann Piecq wurde als Sohn des praktischen Arztes Carl Adam Piecq in Köln geboren.
Nach Abitur und Militärdienst studierte Piecq Jura und Nationalökonomie in Tübingen, Bonn, Göttingen und Jena. Ab 1880 war er Mitglied des Corps Bremensia Göttingen. Danach war er Staatsanwalt in Köln und Aachen. 1891 wurde er Beigeordneter in Köln. Von 1900 bis 1920 war er Bürgermeister und Oberbürgermeister in Gladbach.
Im Alter von 61 Jahren starb Piecq am 1. November 1920 in Gladbach an den Folgen einer Operation. Er wurde in einem Ehrengrab der Stadt beigesetzt.

## Bürgermeister
Aus dem Amt als Kölner Beigeordneter bewarb sich Piecq 1900 um die freie Bürgermeisterstelle in Mönchengladbach. Im Oktober 1900 wurde er feierlich als Bürgermeister eingeführt. Den Ehrentitel des Oberbürgermeisters erhielt er 1903 vom preußischen König Wilhelm II. Gegen Ende seiner zwölfjährigen Amtszeit im Februar 1912 wurde er einstimmig zum Bürgermeister auf Lebenszeit gewählt. 1919 bat er um die Versetzung in den Ruhestand, die aber nicht bewilligt wurde. So starb er 1920 im Amt.
Kein anderer Bürgermeister hat seine Spuren so sehr in der Stadt Mönchengladbach hinterlassen wie Hermann Piecq. Unter ihm entstanden unter anderem die Berufsfeuerwehr, ein städtisches Orchester, die Straßenbahn Mönchengladbach sowie der Ausbau der Trinkwasserversorgung.
Weiterhin wurde das Stadtbild nachhaltig geprägt. In seiner Amtszeit und teilweise mit seiner Mithilfe entstanden viele noch heute vorhandene Bauwerke. So der Wasserturm Mönchengladbach an der Viersener Straße, die Kaiser-Friedrich-Halle, das Sparkassengebäude am Alten Markt (heute Polizeiwache), das Landgericht, die Feuerversicherungsanstalt (heute Arbeitsgericht) und das Balderichdenkmal.
Auch das Erscheinungsbild der heute nach ihm benannten Hermann-Piecq-Anlage und der Hohenzollernstraße, die auf einem 1909 stillgelegten Abschnitt der Bahnstrecke Krefeld–Rheydt entstanden, verdankt die Stadt seinem Engagement.

## Auszeichnungen
- 1904 Roter Adlerorden IV. Klasse
- 1906 Kronenorden III. Klasse